# Гергина Тончева
Гергина Иванова Тончева е българска учителка, първа директорка на Националната гимназия за древни езици и култури „Св. Константин-Кирил Философ“.

## Биография
Родена е на 25 декември 1932 г. в село Садовец, Луковитско. Завършва гимназия в Сандански, а след това Софийския университет „Св. Климент Охридски“ със специалност „българска филология“.
На 27 септември 1954 г. става гимназиална учителка за първи път в Ивайловград, където съпругът ѝ е районен прокурор. През 1957 г. семейството се премества в Девин, където тя работи като гимназиална учителка още 3 години. Съпругът ѝ получава ново назначение като околийски прокурор.
През 1960 г. Тончева се връща със семейството си в София, където постъпва в новооткритата 91-ва немска езикова гимназия „Проф. Константин Гълъбов“ с директор Танка Хинкова. Преподава български език и литература до 1977 г.
На 10 октомври 1977 г. в София се създава новото класическо училище на България – Националната гимназия за древни езици и култури „Константин – Кирил Философ“ (НГДЕК), известна още като Класическата гимназия. Гергина Тончева е поканена за директорка на гимназията. Там тя преподава предмета „Любословие“.
На 17 май 2003 г. за изключителния ѝ принос към българската култура и образование е наградена с орден „Стара планина“. По случай 30 години НГДЕК е наградена с отличие на Софийския университет „Св. Климент Охридски“ на 10 октомври 2007 г.
На укрепването и развитието на Националната гимназия за древни езици и култури, като неин директор, Гергина Тончева отдава тридесет и три години от живота си – до 8 ноември 2010 г.
На 9 юли 2020 г., заедно с академик Антон Дончев, става първият лауреат на новоучредената награда за духовен принос на името на Патриарха на българската литература Иван Вазов.
Тончева почива на 11 юли 2020 г. в София на 87-годишна възраст. На погребението стотици й отдават почит. Тя оставя вечна следа в българската култура. 

## Личен живот
Баща ѝ умира, когато тя е едва на 5 години. С брат ѝ, две години по-малък от нея, са отгледани от майка си. Омъжва се за Георги Тончев, юрист по образование, от когото има две дъщери – Мая и Антония. Години по-късно Гергина Тончева се сдобива с четири внучки на име Мила и Антония (деца на Мая), и Яна и Ина (деца на Антония).

## Награди и отличия
- Заслужил учител
- Почетна награда на Академия „Vivarium Novum“ в Рим
- Орден „Стара планина“ I степен (2003)
- Награда „Проф. Марко Семов“ – за ярко присъствие в духовния живот на нацията (2010)[4][5]
- Почетен знак със синя лента на СУ „Св. Климент Охридски“ (2012)[6]
- Награда за принос към столичното образование
- Почетен гражданин на София (2018)[7]